# Enyalioides rubrigularis
Enyalioides rubrigularis — вид ігуаноподібних ящірок родини шипохвостих ігуан (Hoplocercidae). Мешкає в Еквадорі і Перу. Описаний у 2009 році.

## Поширення і екологія
Enyalioides rubrigularis мешкають на східних схилах Анд та на західних схилах гір Кордильєра-дель-Кондор на півдні Еквадору, в провінціях Морона-Сантьяго і Самора-Чинчипе, а також в горах Кордильєра-де-Кутуку на півночі Перу. Вони живуть у вологих тропічних лісах в горах і передгір'ях, на висоті від 1100 до 1460 м над рівнем моря.

## Збереження
МСОП класифікує цей вид як вразливий. Enyalioides rubrigularis загрожує знищення природного середовища.